# Axel Erdmann (lingvist)

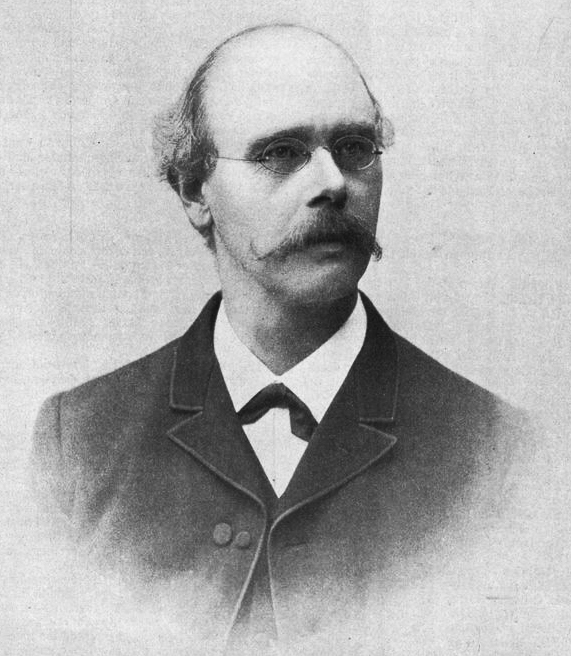
Axel Erdmann. Foto i Hvar 8 Dag 1908.

Axel Erdmann, född 6 februari 1843 i Stockholm, död 8 november 1926 i Uppsala, var en svensk språkforskare.

## Biografi
Axel Erdmann var son till geologen Axel Erdmann, bror till geologen Edvard Erdmann samt farbror till konstnären Axel Erdmann. Erdmann blev docent i fornengelska vid Uppsala universitet 1871, filosofie doktor 1872 och var från 1892 professor där i germanska språk. Från 1904 var han professor i engelska språket, den förste i detta ämne i Sverige. Han blev emeritus 1909.

## Forskning
Erdmann var en skarpsinnig och mångsidig forskare. Han bidrog i till moderniseringen av språkstudierna, bland annat genom sin Om studiet af germanska språk vid Uppsala universitet. Han var även initiativtagare till den undersökning av de svenska landsmålen, som påbörjades i Uppland under hans ledning 1905–1908 och redigerade tillsammans med Karl Hildebrand verket Uppland, skildring av land och folk.

### Vetenskapliga arbeten
Bland hans vetenskapliga arbeten märks Essay on the history and modern use of the verbal forms in -ing in the English language (1871), Dubbelformer i den moderna engelskan (1882-1885), Über die Heimat und den Namen der Angeln (1890), Om folknamnen göter och goter (1891), samt texteditionen av Lydgate's Sige of Thebes (2 band 1911-1930, på grundval av Erdmanns anteckningar fullbordad av Eilert Ekwall).